# Benjamin Neukirch
Benjamin Neukirch (Rydzyna, 27 marzo 1665 – Ansbach, 15 agosto 1729) è stato un letterato, poeta e avvocato tedesco.

## Biografia
Benjamin Neukirch frequentò le scuole di grammatica a Breslavia e Toruń, dopo di che studiò giurisprudenza, dal 1684, all'Università di Francoforte sull'Oder.
Laureato in legge, esercitò per breve tempo l'avvocatura a Breslavia, ma dal 1691 preferì dedicarsi interamente alle letteratura.
La sua reputazione di poeta lo portò a tenere conferenze sulla poesia e ad insegnare eloquenza e poesia a Francoforte sull'Oder nel 1691.
Nel 1703 fu nominato professore all'Accademia di cavalleria di Berlino.
Dal 1718 alla morte fu precettore e consigliere del principe ereditario di Ansbach.
Fu uno scrittore prolifico, compose liriche, satire, epistole, inni sacri, traduzioni di Salmi.
Come poeta si dimostrò di notevole rilevanza quale attivo testimone del passaggio dal gusto marinesco-barocco al gusto boileauiano-razionalistico.
In tale spirito tradusse in alessandrini il Télémaque di Fénelon (1727-1729), Le peripezie del principe di Itaca (Die Begebenbeiten des Prinzen von Ithaka) e trovò la sua migliore forma espressiva nelle satire moralistiche e nella letteratura didascalica (raccolte postume, 1732 e 1757).
Il suo nome e la sua fama sono legati al primo, grande successo della serie antologica tedesca, i cui primi due volumi furono pubblicati la prima volta nel 1695 e fino al 1697 e il settimo e ultimo nel 1727, sotto il titolo Poesie scelte e finora inedite del signore von Hoffmannswaldau e di altri tedeschi (Herrn von Hoffmannswaldau und andrer Deutschen auserlesene und bisher ungedruckte Gedichte), introdotti da una prefazione programmatica,che risultarono un importante documento descrivente gli sviluppi dello stile poetico agli inizi del XVIII secolo.
I primi due volumi furono dedicati al marinismo delle prime due scuole slesiane, invece nei successivi volumi si avvertì il passaggio dal barocco al classicismo colto, fino all'affermazione del Boileau.

## Opere
- Le peripezie del principe di Itaca (Die Begebenbeiten des Prinzen von Ithaka, 1727-1729);
- Poesie scelte e finora inedite del signore von Hoffmannswaldau e di altri tedeschi (Herrn von Hoffmannswaldau und andrer Deutschen auserlesene und bisher ungedruckte Gedichte, 1696-1727);
- Raccolte postume (Posthume Sammlungen, 1732-1757).